# Birsteiniamysis inermis
Birsteiniamysis inermis is een aasgarnalensoort uit de familie van de Mysidae. De wetenschappelijke naam van de soort is voor het eerst geldig gepubliceerd in 1874 door Willemoes-Suhm.